# Lipochaeta
Lipochaeta là một chi thực vật có hoa trong họ Cúc (Asteraceae).

## Loài
Chi Lipochaeta gồm các loài: